# Krijn Giezen
Krijn Giezen, né à Noordwijk le 8 octobre 1939 et mort à Caen le 30 janvier 2011, est un peintre néerlandais.